# Mille Pattes

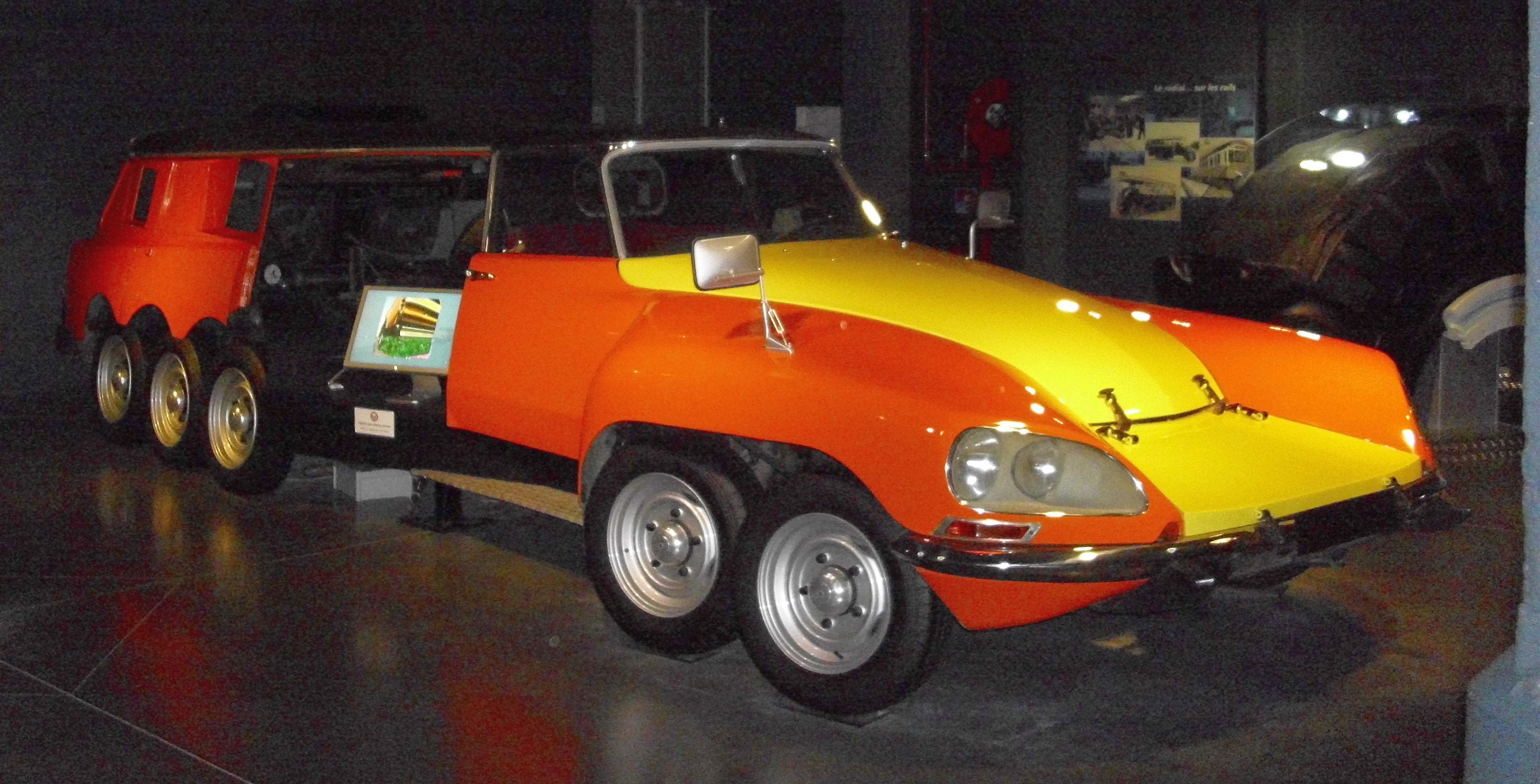
Mille Pattes im Michelin-Werksmuseum L’Aventure Michelin

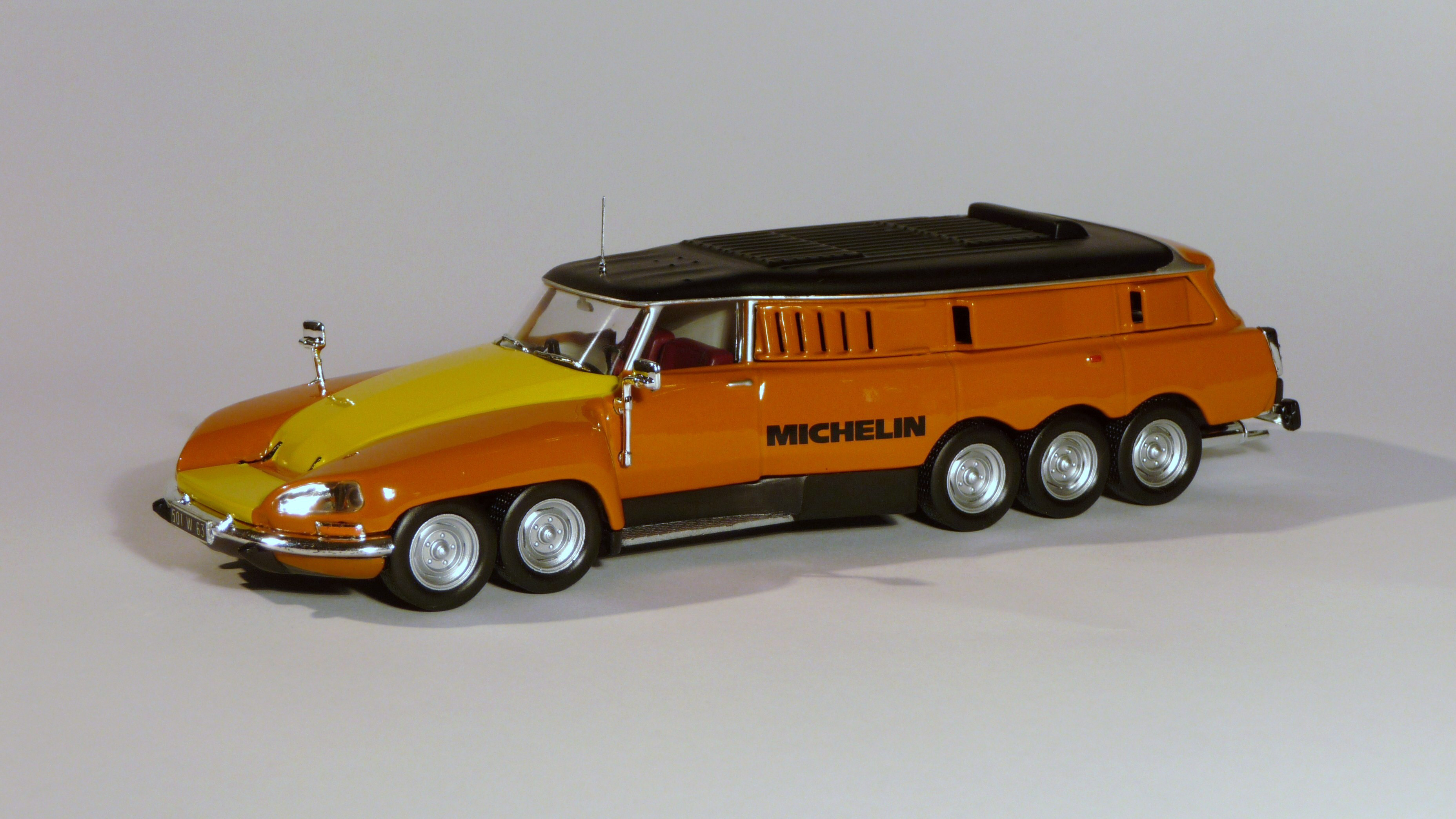
Mille Pattes als Modellauto im Maßstab 1:43

Der Michelin PLR oder Mille Pattes ([mil.pat]; französisch für Tausendfüßler) ist ein 1972 gebautes Testfahrzeug des französischen Reifenherstellers Michelin. Das Einzelautomobil auf Grundlage einer Citroën DS diente dem Unternehmen zur Durchführung von Testfahrten, bei denen die Fahrphysik von neuen Reifen erprobt wurde, und entstand in der Zeit, als Michelin Anteilseigner am PKW-Hersteller Citroën war. Zum Einsatz kam der Milles Pattes auf dem Testgelände in Ladoux, nördlich von Clermont-Ferrand. Das Fahrzeug wird mittlerweile nicht mehr für Testfahrten verwendet, sondern dient Michelin als Werbefahrzeug auf Messen und Ausstellungen. Es ist heute im Michelin-Museum in Clermont-Ferrand zu besichtigen.

## Beschreibung und Technik
Das Reifentestfahrzeug Mille Pattes mit der internen Bezeichnung Citroën DS PLR Break (frz. Poids Lourd Rapide, zu Deutsch: „schneller Lastkraftwagen“) ist ein fünfachsiger Umbau auf Basis der Kombiversion der Citroën DS, von der das Fahrwerk und das Grunddesign übernommen wurden. Beide Vorderachsen sind lenkbar und wie die drei hinteren Achsen hydropneumatisch aufgehängt. Bereifung und Radnabe übernahm man vom Kleintransporter Citroën Typ H.
Im Fahrzeug sind zwei 5,7 Liter Hubraum umfassende V-Motoren mit je acht Zylindern und 290 PS, die aus dem Hause Chevrolet stammen und teils im US-Sportwagen Corvette zum Einsatz kamen, verbaut. Die zwei Motoren wurden im Heck des Mille Pattes nebeneinander verbaut. Ein Motor dient dem Vortrieb des Testwagens, der zweite Motor dient als zusätzlicher Antrieb für den in der Mitte angebrachten Testreifen. Die Kühlung der Motoren erfolgt über vergitterte Heckfenster, die in der Heckfront anstelle von konventionellen Fenstern angebracht wurden. Die Karosserie ist orange und gelb lackiert, das Dach in Schwarz.
Das Automobil hat eine Breite von 2,45 Meter auf 7,2 Metern Länge und ein durch zusätzliche Bleiplatten erhöhtes Gewicht von 9,5 Tonnen. Das gestreckte Fahrzeug verfügt in der Mitte über eine Vorrichtung, in welche die zu testenden Reifen auf einem Schwingarm montiert werden. Dieser konnte für die Testfahrt hydraulisch abgesenkt und in verschiedenen Winkeln eingestellt werden. Mit dem Mille Pattes war es Michelin möglich, selbst LKW- und Bus-Reifen zu testen. Er erreichte Spitzengeschwindigkeiten von bis zu 180 km/h und hat zwei Treibstofftanks mit jeweils 90 Liter Volumen.